# HD137391
HD137391 — хімічно пекулярна зоря спектрального класу
A9 й має  видиму зоряну величину в смузі V приблизно  4,3.
Вона  розташована на відстані близько 121,0 світлових років від Сонця.

## Фізичні характеристики
Зоря HD137391 обертається 
досить швидко 
навколо своєї осі. Проєкція її екваторіальної швидкості на промінь зору становить  Vsin(i)= 96км/сек.